# Lumiere i spółka
Lumiere i spółka (fr. Lumière et compagnie) –  40 filmów krótkometrażowych  z 1995 roku w reżyserii m.in. Davida Lyncha stworzonych  z okazji setnej rocznicy powstania kina. Pozostali reżyserzy to: Theo Angelopoulos, Vicente Aranda, John Boorman, Youssef Chahine, Alain Corneau, Costa-Gavras, Raymond Depardon, Francis Girod, Peter Greenaway, Lasse Hallström, Hugh Hudson, Gaston Kaboré, Abbas Kiarostami, Cédric Klapisch, Andriej Konczałowski, Spike Lee, Claude Lelouch, Bigas Luna, Sarah Moon, Arthur Penn, Lucian Pintilie, Helma Sanders-Brahms, Jerry Schatzberg, Nadine Trintignant, Fernando Trueba, Liv Ullmann, Jaco Van Dormael, Régis Wargnier, Wim Wenders, Yoshishige Yoshida, Zhang Yimou, Merzak Allouache, Gabriel Axel, Michael Haneke, James Ivory, Patrice Leconte, Ismail Merchant, Claude Miller, Idrissa Ouédraogo, Jacques Rivette.